# Oakley (Kansas)
Oakley település az Amerikai Egyesült Államok Kansas államában, Logan megyében, melynek megyeszékhelye is. Lakosainak száma 2046 fő (2020. április 1.).

## Népesség
A település népességének változása:

| 2010 | 2 045 |
| 2020 | 2 046 |